# Анс-Бертран
Анс-Бертран (фр. Anse-Bertrand) — коммуна заморского департамента Франции Гваделупа в составе округа Пуэнт-а-Питр.
Расположен на севере о. Гранд-Тер Малых Антильских островов, находится в около 7000 км к юго-западу от Парижа, 60 км северо-восточнее административного центра Французской Гваделупы — Бас-Тера и 35 км к северо-северо-востоку от г. Пуэнт-а-Питр на известняковом плато, к востоку простираются холмы.
Атлантический океан определяет лицо коммуны, отличается высокими волнами, притягивающими сюда многочисленных профессиональных серферов.
Население — 4136 человек (2018). Площадь — 60,47 км². Плотность- 81,2 чел. / км²

## История
Последнее прибежище карибских индейцев на Гранд-Тере.

## Климат
Как и в любом другом восточно-карибском городе, в Анс-Бертране выпадает равномерное количество осадков в течение года, с более влажным сезоном с июля по ноябрь, который совпадает с сезоном ураганов. В Анс-Бертране выпадает менее 1500 мм осадков. Тропическая жара является нормой, особенно, летом.
Пассаты, называемые здесь ализе, дуют с северо-востока и часто смягчают климат.

## Экономика
Основу экономики составляет сельское хозяйство, в первую очередь, выращивание сахарного тростника. В 1800-х годах здесь интенсивно производили сахар, но ныне это прекратилось.
В 2010 году среди 2920 лиц трудоспособного возраста (15-64 лет) — 1850 были активными, 1070 — неактивными (показатель активности 63,4 %, в 1999 году было 65,6 %). Из 1850 активных жителей работало 1314 человек (696 мужчин и 618 женщин), безработными было 536 (240 мужчин и 296 женщин). Среди 1070 неактивных 350 человек были учениками или студентами, 265 — пенсионерами, 455 были неактивными по другим причинам.

## Персоналии
- Нюбре, Серж — французский бодибилдер, писатель и актёр.
- Тюрам, Лилиан — французский футболист, защитник.
- Мусташ, Жозе — мэр Анс-Бертрана, Премьер-министры Гваделупы.

## Города-побратимы
- Колумбус (Огайо) США